# Thoirette
Thoirette korábbi község (település) Franciaországban, Jura megyében. 2017. január 1-jén és Coisia  községgel egyesült és Thoirette-Coisia új község része lett.
Lakosainak száma 684 fő (2018. január 1.). Thoirette Corveissiat, Matafelon-Granges, Aromas, Coisia, Cornod és Vosbles községekkel határos.

## Népesség
A település népessége az elmúlt években az alábbi módon változott:
| Lakosok száma | 694  | 675  | 895  | 667  | 684  |
|               | 2013 | 2015 | 2016 | 2017 | 2018 |